# Championnat de Serbie-et-Monténégro masculin de water-polo
Le championnat de Serbie et Monténégro de water-polo fut la confrontation des meilleurs clubs des deux républiques restées ensemble dans la République fédérale de Yougoslavie (1992-2003), puis dans la Communauté d'États Serbie-et-Monténégro jusqu'à la séparation des deux pays en 2006.

## Historique
Dès la saison 1991-1992, les clubs des républiques ayant proclamé leur indépendance forment de nouveaux championnats nationaux, ne laissant dans le championnat de Yougoslavie que les clubs des républiques de Monténégro et de Serbie.
Deux clubs vont marquer ce championnat en remportant plusieurs titres de suite. Le VK Bečej qui devient, en 2000 le premier club serbo-monténégrin à remporter la coupe d'Europe des clubs champions depuis l'éclatement de la Yougoslavie. Et le PVK Jadran Herceg Novi qui remporte les quatre dernières éditions avant l'éclatement de la Serbie-et-Monténégro.
Depuis la saison 2006-2007, chacun des pays a son propre championnat, voir championnat du Monténégro de water-polo et championnat de Serbie de water-polo.

## Palmarès masculin
- 1992 : Étoile rouge de Belgrade (Serbie)
- 1993 : Étoile rouge de Belgrade (Serbie)
- 1994 : Vaterpolo klub Partizan (Serbie)
- 1995 : Vaterpolo klub Budvanska Rivijera (Monténégro)
- 1996 : Vaterpolo klub Bečej (Serbie)
- 1997 : Vaterpolo klub Bečej (Serbie)
- 1998 : Vaterpolo klub Bečej (Serbie)
- 1999 : Vaterpolo klub Bečej (Serbie)
- 2000 : Vaterpolo klub Bečej (Serbie)
- 2001 : Vaterpolo klub Bečej (Serbie)
- 2002 : Vaterpolo klub Partizan (Serbie)
- 2003 : Plivački vaterpolo klub Jadran Herceg Novi (Monténégro)
- 2004 : Plivački vaterpolo klub Jadran Herceg Novi (Monténégro)
- 2005 : Plivački vaterpolo klub Jadran Herceg Novi (Monténégro)
- 2006 : Plivački vaterpolo klub Jadran Herceg Novi (Monténégro)

## Sources
- Palmarès sur le site 123sports.